# Warren Beatty

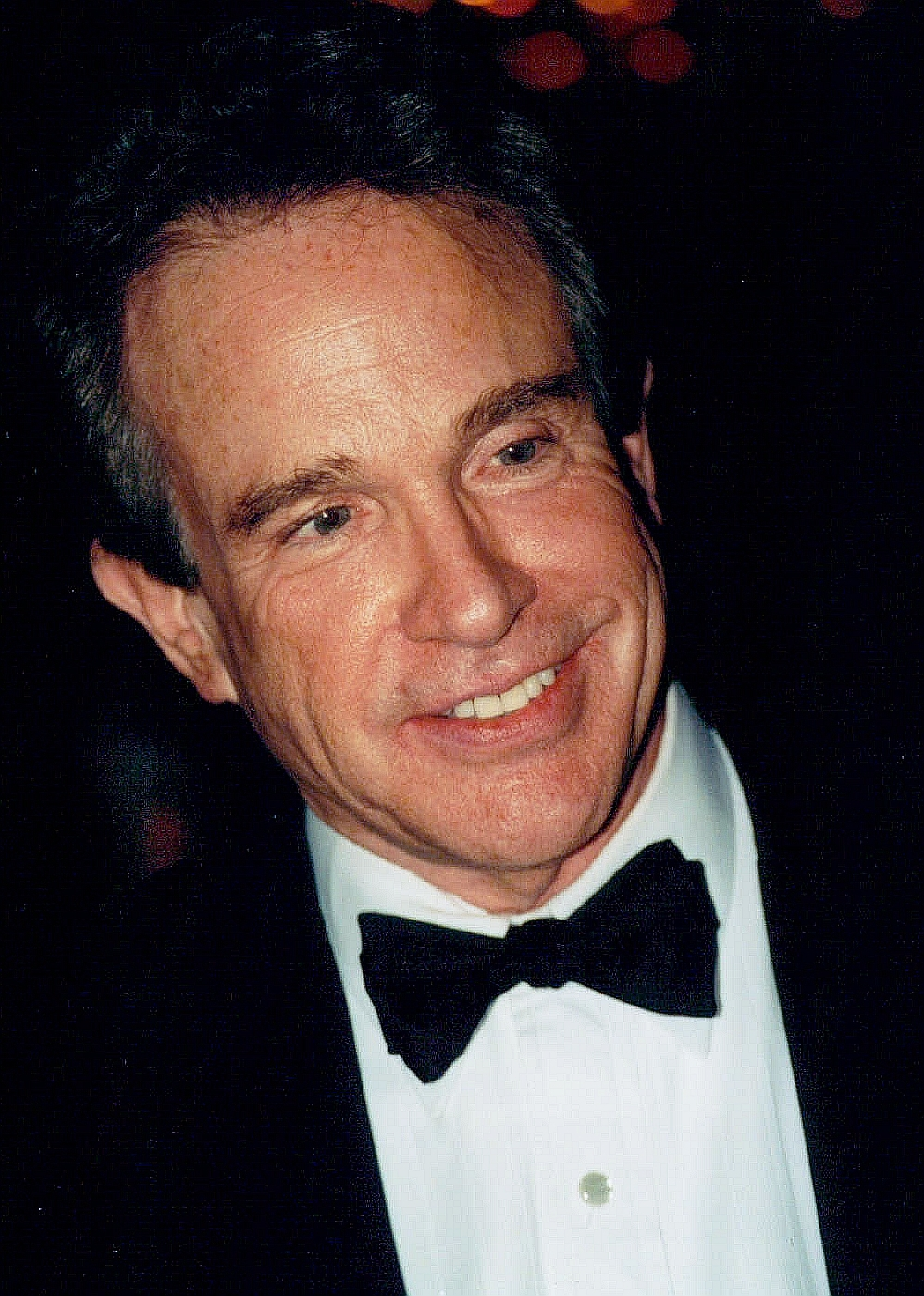
Warren Beatty (2001)

Henry Warren Beatty [ˈbeɪti] (* 30. März 1937 als Henry Warren Beaty in Richmond, Virginia) ist ein US-amerikanischer Schauspieler, Regisseur, Drehbuchautor, Produzent und politischer Aktivist der Demokratischen Partei. Seine berühmteste Rolle spielte er als Gangster Clyde Barrow in dem Filmklassiker Bonnie und Clyde (1967). Bei vielen seiner späteren Filme war er neben Hauptrollen auch hinter der Kamera in verschiedenen Funktionen involviert. Im Laufe seiner Karriere wurde er für insgesamt fünfzehn Oscars nominiert, wobei er die Auszeichnung in der Kategorie Beste Regie für seinen Film Reds (1981) erhielt.

## Leben
Als Kinder einer Schauspiellehrerin standen Warren Beatty und seine ältere Schwester Shirley MacLaine schon in jungen Jahren häufig auf der Bühne. Nach der High School und einem Studium an der Northwestern University wirkte Beatty in zahlreichen Theaterproduktionen mit. Ende der 1950er Jahre wurde er von dem Regisseur und Produzenten Joshua Logan entdeckt, der ihm Engagements am New Yorker Broadway verschaffte.
1957 war Beatty erstmals in einer Fernsehserie zu sehen. Ab 1959 hatte Beatty für ein Jahr eine wiederkehrende Nebenrolle in der beliebten Fernsehserie The Many Loves of Dobie Gillis zu sehen, bevor ihm im Jahr 1961 mit seinem Leinwanddebüt in Elia Kazans Fieber im Blut der Durchbruch gelang. Für seinen Auftritt wurde er mit dem Golden Globe 1962 als Bester Nachwuchsdarsteller ausgezeichnet. Während der Dreharbeiten lernte er Natalie Wood kennen, die zu der Zeit noch mit Robert Wagner verheiratet war. Mit ihr war er die nächsten acht Jahre zusammen.
Es folgten anschließend für ihn Filme unterschiedlicher Genres, aber vor allem Dramen wie Der römische Frühling der Mrs. Stone, Mein Bruder, ein Lump und Lilith. Im Jahr 1967 produzierte Beatty schließlich das Gangsterdrama Bonnie und Clyde, in dem er auch die männliche Hauptrolle des Clyde Barrow übernahm. Bei einem Budget von nur 2,5 Millionen Dollar spielte der Film weltweit ca. 70 Millionen Dollar ein und war für zehn Oscars nominiert, von denen er zwei gewann. Der Film etablierte Beatty für die nächsten Jahrzehnte als eine der führenden Hollywood-Persönlichkeiten. Er war als Schauspieler, Regisseur, Produzent und Drehbuchautor tätig.

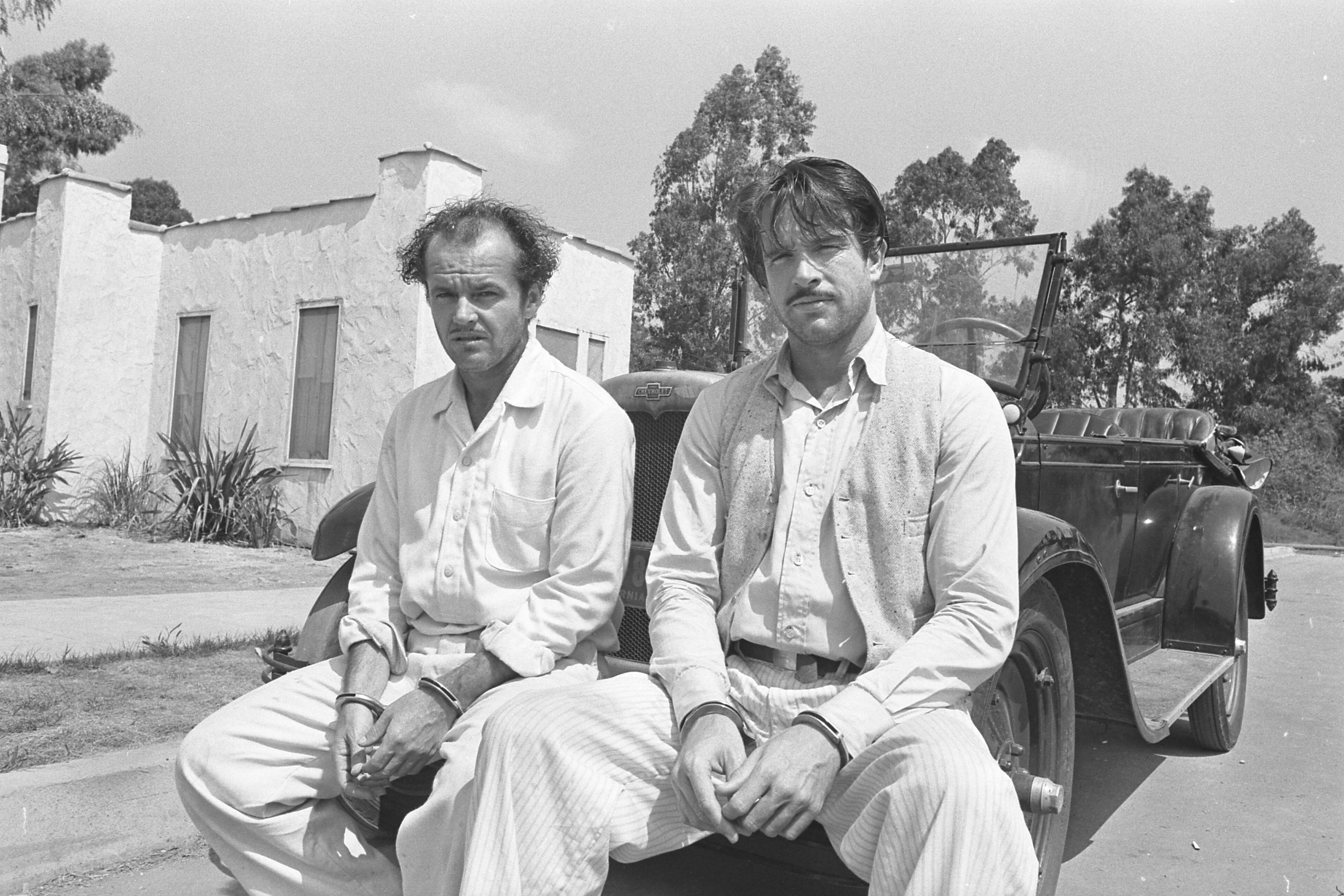
Warren Beatty und Jack Nicholson am Filmset von The Fortune, 1974

Trotz des Erfolgs von Bonnie und Clyde war Beatty in den folgenden Jahren nur relativ selten als Schauspieler zu sehen. Während der 1970er Jahre wirkte er in sieben, in den 1980er Jahren sogar nur in zwei Filmen mit. In den 1990er Jahren drehte er vier Filme. Ein Grund hierfür war aber auch, dass sich Beatty bei vielen seiner Projekte als Schauspieler auch hinter der Kamera in verschiedenen Funktionen involvierte. Zu seinen Projekten zählten Kassenschlager wie Shampoo oder sein Regiedebüt Der Himmel soll warten. An beiden Filmen war er auch als Co-Autor und Produzent beteiligt. 1971 spielte er zusammen mit Gert Fröbe in Der Millionenraub.
1975 lernte er am Set von Mitgiftjäger (The Fortune) Jack Nicholson kennen, mit dem er seitdem eng befreundet ist. Für den Film Reds (Drehbuch, Produktion, Regie, Hauptrolle), einem Biopic über den Journalisten John Reed, gewann Beatty 1982 nach zehn Nominierungen in fünf verschiedenen Kategorien seinen ersten Oscar als bester Regisseur.

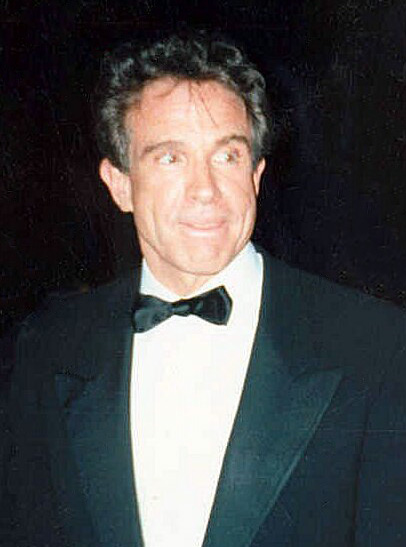
Warren Beatty bei der Oscarverleihung 1990

Nach Reds drehte er in den 1980er Jahren als Schauspieler lediglich den Film Ishtar an der Seite von Dustin Hoffman, der jedoch überwiegend negative Kritiken erhielt. Erst Anfang der 1990er Jahre konnte er mit der Comic-Adaption Dick Tracy und dem Gangsterfilm Bugsy an frühere Erfolge anknüpfen.
1992 heiratete der frühere Frauenheld seine Schauspielkollegin Annette Bening, mit der er vier Kinder hat. Zuvor war er u. a. mit Natalie Wood, Julie Christie, Diane Keaton, Joan Collins, Isabelle Adjani und Madonna (zumeist ehemalige Filmpartnerinnen) liiert.
Zuletzt war Beatty in den Komödien Bulworth (1998) und Stadt, Land, Kuss (2001) im Kino zu sehen. Bei der Oscarverleihung 2000 überreichte ihm Jack Nicholson den Irving G. Thalberg Memorial Award für sein Lebenswerk, 2007 erhielt Beatty bei der Golden-Globe-Verleihung den Ehrenpreis. Erst 2016 trat er erneut in Regeln spielen keine Rolle in Erscheinung, den er auch inszenierte.
Obwohl Beatty in rund 40 Jahren nur 23 Filme gedreht hat, bleiben seine Erfolge und sein Allround-Talent erwähnenswert. Die ersten vier Filme, die unter seiner Regie entstanden sind, erhielten insgesamt 29 Oscarnominierungen, sieben Oscars und weitere Preise. Hinzu kommen 24 weitere Oscarnominierungen und sechs Auszeichnungen für drei Filme, die er produziert oder für die er das Drehbuch geschrieben hat.
Warren Beatty ist aktives Mitglied der Demokratischen Partei in Kalifornien und bekannt für sein links-progressives Engagement. Im Jahr 1999 spielte er öffentlich mit dem Gedanken, für das Amt des US-Präsidenten zu kandidieren. Zu Beginn des Wahljahres 2000 erklärte er dann, diese Überlegungen zunächst nicht weiter verfolgen zu wollen.

## Sonstiges
- Der Himmel soll warten war 1979 für Oscars in fast allen wichtigen Kategorien nominiert: Bester Film, Beste Regie, Bestes Drehbuch, Beste Kamera, Bester Hauptdarsteller, Bester Nebendarsteller, Beste Nebendarstellerin, Beste Filmmusik und Bestes Szenenbild. Er gewann aber nur den Oscar für das beste Szenenbild.
- Der 1972 veröffentlichte Hit You're so vain (etwa: „Du bist so eitel“) von Carly Simon bezieht sich nach Angaben der US-Sängerin zumindest teilweise auf Warren Beatty, mit dem sie offenbar vor ihrer Heirat mit James Taylor eine kurze Affäre hatte.
- Bei der Oscarverleihung 2017 kam es zu einer Panne, als Beatty und Faye Dunaway den Film La La Land zum Besten Film kürten, obwohl eigentlich Moonlight gewonnen hatte. Die Produzenten kamen auf die Bühne und hielten die ersten Dankesreden, bevor der Fehler aufgeklärt wurde. Beatty war zuvor fälschlicherweise der Umschlag mit der Gewinnerin der Kategorie Beste Hauptdarstellerin, Emma Stone in La La Land, ausgehändigt worden.

## Filmografie

### Als Schauspieler
- 1959–1960: The Many Loves of Dobie Gillis (Fernsehserie, 5 Folgen)
- 1961: Fieber im Blut (Splendor in the Grass)
- 1961: Der römische Frühling der Mrs. Stone (The Roman Spring of Mrs. Stone)
- 1962: Mein Bruder, ein Lump (All Fall Down)
- 1964: Lilith
- 1965: Mickey One
- 1965: Versprich ihr alles (Promise Her Anything)
- 1966: Der Gentleman-Zinker (Kaleidoscope)
- 1967: Bonnie und Clyde (Bonnie and Clyde)
- 1970: Das einzige Spiel in der Stadt (The Only Game in Town)
- 1971: Der Millionenraub (Dollars)
- 1971: McCabe & Mrs. Miller
- 1974: Zeuge einer Verschwörung (The Parallax View)
- 1975: Shampoo
- 1975: The Fortune
- 1978: Der Himmel soll warten (Heaven Can Wait)
- 1981: Reds
- 1987: Ishtar
- 1990: Dick Tracy
- 1991: Bugsy
- 1994: Perfect Love Affair
- 1998: Bulworth
- 2001: Stadt, Land, Kuss (Town and Country)
- 2016: Regeln spielen keine Rolle (Rules Don't Apply)

### Als Regisseur
- 1978: Der Himmel soll warten (Heaven Can Wait)
- 1981: Reds
- 1990: Dick Tracy
- 1998: Bulworth
- 2016: Regeln spielen keine Rolle (Rules Don't Apply)

### Als Produzent
- 1967: Bonnie und Clyde
- 1975: Shampoo
- 1978: Der Himmel soll warten (Heaven Can Wait)
- 1981: Reds
- 1987: Ishtar
- 1987: Jack, der Aufreißer (The Pick-Up Artist)
- 1990: Dick Tracy
- 1991: Bugsy
- 1994: Perfect Love Affair
- 1998: Bulworth
- 2016: Regeln spielen keine Rolle (Rules Don't Apply)

### Als Drehbuchautor
- 1971: McCabe & Mrs. Miller
- 1975: Shampoo
- 1978: Der Himmel soll warten (Heaven Can Wait)
- 1981: Reds
- 1994: Perfect Love Affair
- 1998: Bulworth
- 2001: Einmal Himmel und zurück
- 2016: Regeln spielen keine Rolle (Rules Don't Apply)

## Auszeichnungen
Oscars

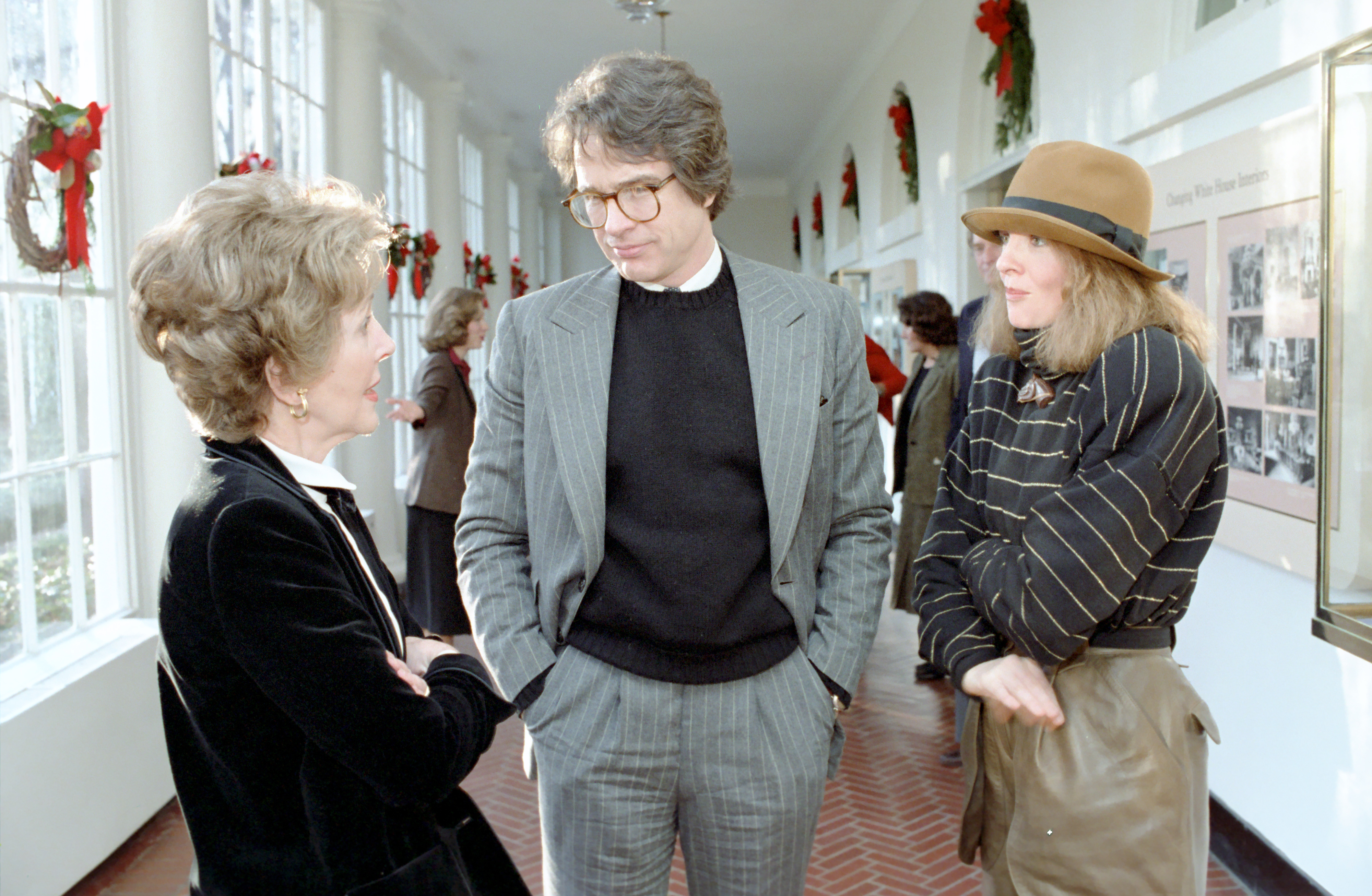
Warren Beatty, Nancy Reagan und Diane Keaton im Weißen Haus (1981)

- 1967: Oscarnominierung als bester Hauptdarsteller in Bonnie und Clyde
- 1967: Oscarnominierung als Produzent (Bester Film) für Bonnie und Clyde
- 1975: Oscarnominierung für das Beste Originaldrehbuch für Shampoo
- 1978: Oscarnominierung als bester Hauptdarsteller in Der Himmel soll warten
- 1978: Oscarnominierung als bester Regisseur für Der Himmel soll warten
- 1978: Oscarnominierung als Produzent (Bester Film) für Der Himmel soll warten
- 1978: Oscarnominierung für das beste adaptierte Drehbuch für Der Himmel soll warten
- 1981: Oscar als bester Regisseur für Reds
- 1981: Oscarnominierung als Produzent (Bester Film) für Reds
- 1981: Oscarnominierung als bester Hauptdarsteller in Reds
- 1981: Oscarnominierung für das beste Original-Drehbuch für Reds
- 1991: Oscarnominierung als bester Hauptdarsteller in Bugsy
- 1991: Oscarnominierung als Produzent (Bester Film) für Bugsy
- 1999: Oscarnominierung für das beste Original-Drehbuch für Bulworth
- 2000: Irving G. Thalberg Memorial Award für das Lebenswerk

Golden Globe Awards
- 1962: Golden Globe als bester Newcomer
- 1979: Golden Globe als bester Regisseur für Der Himmel soll warten
- 1982: Golden Globe als bester Regisseur für Reds
- 1998: Goldener Löwe für sein Lebenswerk – Internationale Filmfestspiele von Venedig 1998
- 2007: Golden Globe für das Lebenswerk

Goldene Himbeere
- 1988: Goldene-Himbeere-Nominierung als Produzent (Schlechtester Film) für Ishtar
- 1988: Goldene-Himbeere-Nominierung als Produzent (Schlechteste Neuverfilmung oder Fortsetzung) für Perfect Love Affair
- 2002: Goldene-Himbeere-Nominierung als Regisseur (Schlechteste Regie) für Stadt, Land, Kuss

Weitere Auszeichnungen
- 2002: Ehrenpreis der British Academy of Film and Television Arts (BAFTA)
- 2008: AFI Life Achievement Award